# Alan Turvey Trophy
De Alan Turvey Trophy is een bekertoernooi voor voetbalclubs uit de Isthmian League – om sponsorredenen is de beker bekend als de Velocity Sports Trophy. Het is een eliminatietoernooi georganiseerd door de Isthmian Football League in Engeland. 
De competitie stond eerder bekend als de Isthmian League Cup en, wederom om sponsorredenen, als de Robert Dyas Cup en de Ryman League Cup.

## Geschiedenis
Alan Turvey, voorzitter van de Isthmian Football League, was een van de 150 "Grassroots Heroes" van de Engelse nationale voetbalbond die in 2013 – ter gelegenheid van het 150-jarig bestaan van deze bond – een medaille ontving uit handen van prins William. Toen Turvey in juni 2015 aftrad als bestuurslid, na bijna zestig jaar bij de voetbalsport betrokken te zijn geweest, werd de toen geheten Ryman League Cup naar hem vernoemd: Alan Turvey Trophy.

### Winnaars
- 1974–75: Tilbury
- 1975–76: Slough Town
- 1976–77: Hendon
- 1977–78: Dagenham
- 1978–79: Enfield
- 1979–80: Enfield
- 1980–81: Slough Town
- 1981–82: Leytonstone-Ilford
- 1982–83: Sutton United
- 1983–84: Sutton United
- 1984–85: Wycombe Wanderers
- 1985–86: Sutton United
- 1986–87: Bognor Regis Town
- 1987–88: Yeovil Town
- 1988–89: Bishop's Stortford
- 1989–90: Aveley
- 1990–91: Woking
- 1991–92: Grays Athletic
- 1992–93: Marlow
- 1993–94: Chertsey Town
- 1994–95: Aylesbury United
- 1995–96: Kingstonian
- 1996–97: Borehamwood
- 1997–98: Sutton United
- 1998–99: Aldershot Town
- 1999–00: Farnborough Town
- 2000–01: Heybridge
- 2001–02: Northwood
- 2002–03: Yeading
- 2003–04: Thurrock
- 2004–05: Slough Town
- 2005–06: Fisher Athletic
- 2006–07: Ashford Town
- 2007–08: Ramsgate
- 2008–09: Tilbury
- 2009–10: Leatherhead
- 2010–11: Wingate & Finchley
- 2011–12: Bury Town
- 2012–13: Concord Rangers
- 2013–14: Maidstone United
- 2014–15: Hendon
- 2015–16: Kingstonian
- 2016–17: Billericay Town
- 2017–18: Billericay Town
- 2018–19: Enfield Town
- 2019–20: Geen winnaar (Covid 19)
- 2020-21: Geen competitie (Covid 19)
- 2021-22: Horsham FC
- 2022-23: Aveley FC
- 2023-24: Chatham Town FC